# Hernando Bohórquez
Hernando Bohórquez Sánchez (Umbita, 22 juni 1992) is een Colombiaans voormalig wielrenner die onder meer reed voor Astana Pro Team.

## Carrière
In 2012 werd Bohóquez zevende in de wegwedstrijd voor beloften op het wereldkampioenschap, iets wat hij twee jaar later over zou doen. Daarnaast won hij in 2012 twee etappes in de Ronde van Colombia voor beloften, die geen deel uitmaakt van de UCI-kalender.
In 2015 werd hij, achter Rigoberto Urán en Rafael Infantino, derde op het nationale kampioenschap tijdrijden. Een seizoen later werd hij onder meer zestiende in de Route Adélie de Vitré en zeventiende in de Ronde van La Rioja.
Doordat zijn ploeg in 2017 een stap hogerop deed, werd Bohórquez dat jaar prof. In zijn eerste profjaar werd hij onder meer vijftiende in de Circuito de Getxo en nam hij deel aan de Ronde van Spanje. In de jaren 2019 en 2020 reed hij bij de UCI World Tour-ploeg Astana Pro Team om in de volgende jaren twee jaar op amateurniveau te rijden. In 2023 reed hij bij het Mexicaanse Petrolike dat actief is op continentaal niveau.

## Resultaten in voornaamste wedstrijden
| Jaar | Ronde van Italië | Ronde van Frankrijk | Ronde van Spanje |
| ---- | ---------------- | ------------------- | ---------------- |
| 2017 |                  |                     | 93e              |

## Ploegen
- 2016 –  Manzana Postobón Team
- 2017 –  Manzana Postobón Team
- 2018 –  Manzana Postobón Team
- 2019 –  Astana Pro Team
- 2020 –  Astana Pro Team
- 2021 –  EPM-Scott
- 2022 –  EPM-Scott
- 2023 –  Petrolike

Aguirre · Betancur · Bohórquez · Goikoetxea · Higuita · Molano · Muñoz · Osorio · Paredes · Parra · Restrepo · Reyes · Sierra · Suaza · Suesca · Villegas
Aguirre · Amador · Bohórquez · Bol · García · Higuita · Molano · Orjuela · Osorio · Paredes · Piedra · Reyes · Sierra · Suaza · Vilela · Villegas · Chía (stagiair) · Rivera (stagiair) · Ruiz (stagiair)
Aguirre · Amador · Bohórquez · Bol · Duarte · García · Higuita · Molano · Orjuela · Osorio · Paredes · Parra · Reyes · Sierra · Suaza · Vilela · Villegas
Ballerini · Bilbao · Bïjigitov · Boaro · Bohórquez · Cataldo · Contreras · Cort · De Vreese · Fominykh · Fraile · Fuglsang · Gïdïç · Gregaard · Groezdev · Hirt · Houle · G. Izagirre · J. Izagirre · Kudus · Loetsenko · López · Natarov · Sánchez · Stalnov · Villella · Zacharov · Zejts
Aranburu · Bïjigitov · Boaro · Bohórquez · Contreras · De Vreese · Felline · Fominykh · Fraile · Fuglsang · Gïdïç · Gregaard · Groezdev · Houle · G. Izagirre · J. Izagirre · Kudus · Loetsenko · López · Martinelli · Natarov · Pronskïÿ · Rodríguez · Sánchez · Stalnov · Tejada · Vlasov · Zacharov